# گمینا کووداوا (استان لهستان بزرگ‌تر)
گمینا کووداوا (استان لهستان بزرگ‌تر) (به لهستانی:  Gmina Kłodawa) یک گمینا در لهستان است که در شهرستان کووو واقع شده‌است. گمینا کووداوا ۱۲۸٫۹۷ کیلومتر مربع مساحت و ۱۳٬۳۰۷ نفر جمعیت دارد.